# Мацуи, Дзюрина
Дзюрина Мацуи (яп. 松井 珠理奈, род. 8 марта 1997) — японская певица и актриса. Является бывшей участницей японской идол-группы SKE48. Также параллельно была временной участницей AKB48 (c 2012 года). В группе SKE48 она входила в состав Команды S, в AKB48 — Команды K.

## Биография

### 1997–2012: Ранняя жизнь и начало карьеры
Дзюрина Мацуи родилась 8 марта 1997 года в Касугаи, префектура Айти. Мацуи интересовалась пением ещё в детском саду, затем она полюбила танцы, когда начала изучать хип-хоп танецы в 3-м классе начальной школы. Думая, что пение и танцы — это то, чем занимаются айдолы, Мацуи начала стремиться стать айдолом.
В июле 2008 года Дзюрина Мацуи приняла участие в прослушиваниях в группу SKE48 и стала одной из 22 девушек, которых отобрали. 5 октября 2008 года группа дебютировала.
В том же году, в возрасте 11 лет, Мацуи приняла участие в записи сингла AKB48 «Oogoe Diamond» и была выбрана центром и была на обложке сингла. Это был первый сингл AKB48 с участником сестринской группы. С тех пор Дзюрина, будучи формально в составе SKE48, принимала участие также и в записях AKB48.
25 марта 2012 года на концерте группы AKB48 в зале «Сайтама Супер Арена» Дзюрина неожиданно покинула сцену в середине песни. Ей поставили диагноз «головокружение от анемии и чрезмерных нагрузок» и на несколько дней поместили в больницу. Как сообщил менеджер концерта, к тому времени уже в течение нескольких месяцев поступала информация о плохом физическом состоянии Дзюрины, но она говорила «я передышки совсем не хочу». После этого случая Дзюрина какое-то время не выступала. Продюсер AKB48 и SKE48 Ясуси Акимото объявил, что разрешил ей сделать перерыв до тех пор, пока она не восстановит силы, без ограничений по времени.

### 2012—2017: Рост популярности
В начале 2012 года, после скандалов, в ходе которых участницы Нацуми Хирадзима и Руми Ёндзава ушли из AKB48, Мацуи была добавлена в AKB48 в качестве временной участницей, чтобы заполнить одну из вакантных должностей.
В очередных выборах AKB48, которые прошли в мае — июне 2012 года, Дзюрина заняла 9 место с 45747 голосами. Для 28-го сингла «UZA» Мацуи была выбрана центром вместе с Юкой Осимой, получившим наибольшее количество голосов. В турнире «камень-ножницы-бумага» за 29-й сингл Мацуи проиграл во втором раунде Марико Намамуре.
На всеобщих выборах 2013 года Мацуи заняла шестое место с 77,170 голосами In September 18, Matsui won the rock-paper-scissors tournament to become the center performer for the group’s 34th single. 18 сентября Мацуи выиграла турнир «камень-ножницы-бумага» и стал центром для 34-го сингла группы.
На всеобщих выборах 2014 года Мацуи заняла четвёртое место с 90,910 голосами.
21 октября 2015 года была прекращена работа Мацуи по совместительству в AKB48 Team K.
Дзюрина Мацуи сыграла главную роль в дораме ужасов TBS «Смертельные деньги», трансляция которой началась 13 июля 2016 года/ На всеобщих выборах 2016 года Мацуи занял третье место с 112 341 голосом.
2 октября 2016 года было объявлено, что Мацуи будет управляться в агентстве Irving.

### 2018–2019: Краткий перерыв и сольный альбом
В мае 2018 года Мацуи была одной из двух участниц SKE48, которые приняли участие в южнокорейском шоу на выживание Produce 48, но ушла из шоу после того, как её здоровье ухудшилось на 10-х всеобщих выборах: 16 июня, на концерте в Nagoya Dome. Объявляя результаты всеобщих выборов AKB48, Мацуи упала в обморок. В конце вечера было объявлено, что Мацуи заняла первое место на выборах с 194 453 голосами и станет центром 53-го сингла AKB48. 7 июля менеджер SKE48 Юаса Хироси опубликовала заявление о том, что Мацуи взяла перерыв на восстановление. Mnet подтвердили, что Мацуи также отказалась от участия в Produce 48, где она заняла 13-е место по результатам голосования пятого эпизода с 329,455 голосами Mnet confirmed Matsui was also withdrawing from Produce 48; where she placed 13th in the voting results of the fifth episode with 329,455 votes.
Мацуи возобновила свою деятельность 6 сентября 2018 года и неожиданно появилась в театре SKE48, чтобы объявить о своем возвращении. Из-за длительного перерыва Мацуи не смогла принять участие в записи песни и видеоклипа на свой победивший сингл «Sentimental Train». Мацуи была временно заменена раскадровкой и изображениями компьютерной графики в незаконченной версии музыкального видео. 25 сентября была выпущена полная версия песни и видеоклипа, которые могли быть у покупателями компакт-дисков с серийными номерами, включенными в компакт-диск.
6 апреля 2019 года Мацуи начала трансляцию своей первой регулярной радиопрограммы под названием «Koe no Koibito Matsui Jurina desu supported by Simeji» на радио CBC. Программа выходит каждую субботу в 19:30 JST. Мацуи вернулась в телевизионную дораму с главной роли «Комната экстренного допроса» в роли игрока в сёги. 18 апреля Мацуи дебютировала в спектакле, сыграв Гамлета в опере «Гамлет SKE48 ver. Сценический спектакль является кульминацией актерских испытаний, которые участники SKE48 получили от специалистов в рамках телешоу SKEBINGO!.
5 октября 2019 года, что также является 11-й годовщиной ее дебюта, Мацуи выпустила свой дебютный сольный альбом Privacy на лейбле Showroom Records. Предварительный релиз сингла «KMT Dance» был распространен 28 августа в рамках кампании Line Music. Все девять треков в альбоме написаны самой Мацуи и написаны Йосимасой Иноуэ. Выпуск этого альбома был предложен продюсером AKB48 Group Ясуси Акимото после того, как стал свидетелем того, как чувствительные тексты и певческий голос Мацуи захватили фанатов во время её прямых трансляций на Showroom

### 2020 — н.в: Выпуск из SKE48
7 февраля 2020 года Мацуи объявила о выходе из SKE48. Её выпускной концерт запланирован на 26—27 сентября в Nippon Gaishi Hall, а прощальное выступление — 5 октября в театре SKE48. Концерт был отложен из-за пандемии COVID-19 в Японии.
5 октября, во время 12-го юбилейного фестиваля SKE48 Fes 2020, было объявлено, что выпускной сингл Мацуи выйдет весной 2021 года и станет 27-м синглом группы.

## Позиции на всеобщих выборах AKB48
| Выпуск | Год  | Ранг | Голоса  | Позиция        | Сингл                              |
| ------ | ---- | ---- | ------- | -------------- | ---------------------------------- |
| 1      | 2009 | 19   | 1,371   | Главный        | «Iiwake Maybe»                     |
| 2      | 2010 | 10   | 12,168  | Главный        | «Heavy Rotation»                   |
| 3      | 2011 | 14   | 27,804  | Главный        | «Flying Get»                       |
| 4      | 2012 | 9    | 45,747  | Главный        | «Gingham Check»                    |
| 5      | 2013 | 6    | 77,170  | Главный        | «Koi Suru Fortune Cookie»          |
| 6      | 2014 | 4    | 90,910  | Главный        | «Kokoro no Placard»                |
| 7      | 2015 | 5    | 105,289 | Главный        | «Halloween Night»                  |
| 8      | 2016 | 3    | 112,341 | Главный        | «Love Trip / Shiawase o Wakenasai» |
| 9      | 2017 | 3    | 113,615 | Главный        | «Sukinanda»                        |
| 10     | 2018 | 1    | 194,453 | Главный, центр | «Sentimental Train»                |

## Дискография

### Альбомы
| Название | Детали                                                                                        |
| -------- | --------------------------------------------------------------------------------------------- |
| Privacy  | - Релиз: 5 октября 2019 - Лейбл: Showroom Records - Формат: CD, цифровое скачивание, стриминг |

### Синглы
| «KMT Dance»                                                                  | 2019 | — | — | Privacy |
| "—" denotes releases that did not chart or were not released in that region. |      |   |   |         |

## Фильмография

### Телевизионные фильмы и сериалы
- Majisuka Gakuen (2010)
- Mousou Deka (2011)
- Majisuka Gakuen 2 (2011)
- Majisuka Gakuen 3 (2012)